# 哈爾本多夫湖

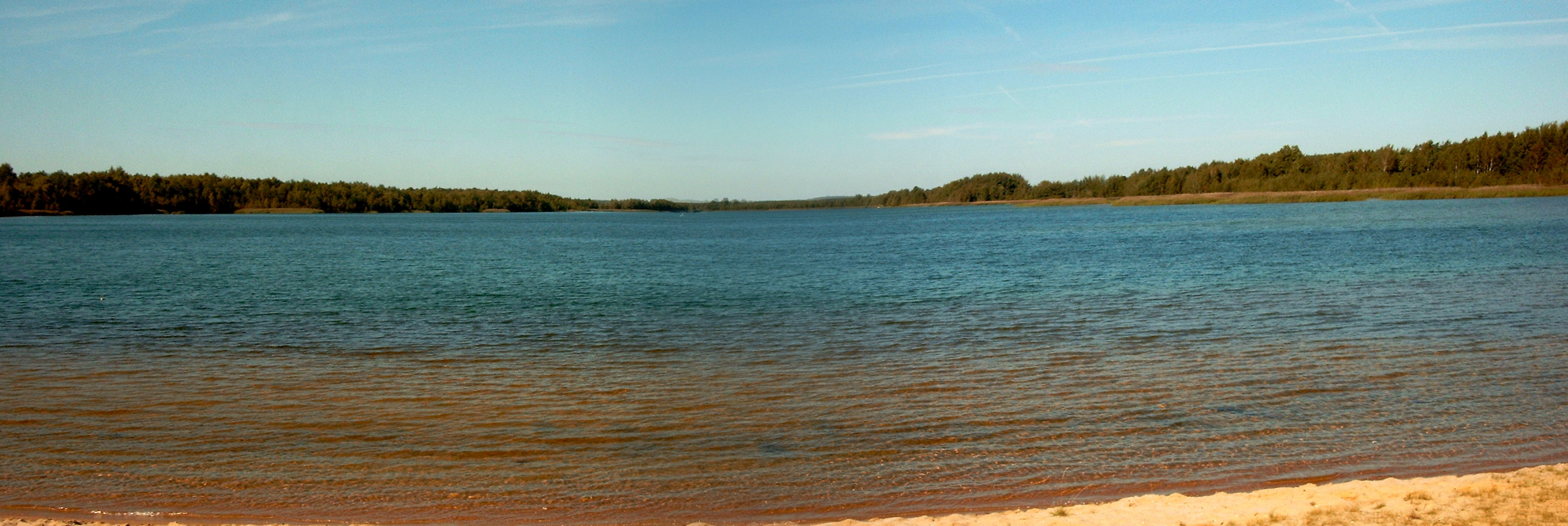

51°32′30″N 14°34′0″E / 51.54167°N 14.56667°E
哈爾本多夫湖（德語：Halbendorfer See），是德國的湖泊，位於該國東部，由薩克森自由州負責管轄，長2公里、寬0.5公里，面積0.8平方公里，海拔高度101米，最大水深26米。